# Harald Winkler
Harald Winkler   (Graz, 17 de desembre de 1962) és un pilot de bob austríac, ja retirat, que va competir durant les dècades de 1980 i 1990.
El 1988 va prendre part en els Jocs Olímpics d'Hivern de Calgary, on disputà dues proves del programa de bobsleigh. Fou cinquè en la prova de bobs a dos i setè en la de bobs a quatre. Quatre anys més tard, als Jocs d'Albertville, guanyà la medalla d'or en la prova de bobs a quatre fent equip amb Ingo Appelt, Gerhard Haidacher i Thomas Schroll. El 1994, a Lillehammer, disputà els tercers i darrers Jocs Olímpics, on fou quart en la prova de bobs a quatre.
En el seu palmarès també destaquen una medalla de plata i una de bronze al Campionat del món de bob i una d'or, una de plata i una de bronze al Campionat d'Europa de bob.